# RS-850
Pour les articles homonymes, voir Route 850.
La RS-850 est une route locale du Centre-Est de l'État du Rio Grande do Sul qui relie la RS-809 à l'aéroport de la municipalité de Cachoeira do Sul. Elle dessert cette seule commune et est longue de 0,670 km.